# Влака (Сливно)
43°00′ пн. ш. 17°32′ сх. д. / 43.00° пн. ш. 17.53° сх. д.
Влака (хорв. Vlaka) — населений пункт у Хорватії, у Дубровницько-Неретванській жупанії у складі громади Сливно.

## Населення
Населення за даними перепису 2011 року становило 294 осіб.
Динаміка чисельності населення поселення: